# Fortspinnung
Fortspinnung («sviluppo continuo») è un termine impiegato dalla musicologia e creato dallo studioso viennese Wilhelm Fischer (1886 - 1962). Con questo termine si intende l'uso di una breve cellula melodica ripetuta fino a costituire un'idea musicale. La ripetizione può essere sequenziale (come nelle progressioni), prevedere una trasformazione degli intervalli, o ancora una semplice ripetizione.
Qui si vede un esempio di fortspinnung tratto dalla 4ª Invenzione a due voci di Johann Sebastian Bach. L'elemento melodico delle prime 2 misure vie ripetuto altre due volte, poi l'elemento di semicrome nelle misure 7-8 viene ripetuto in forma di progressione fino a misura 16. 

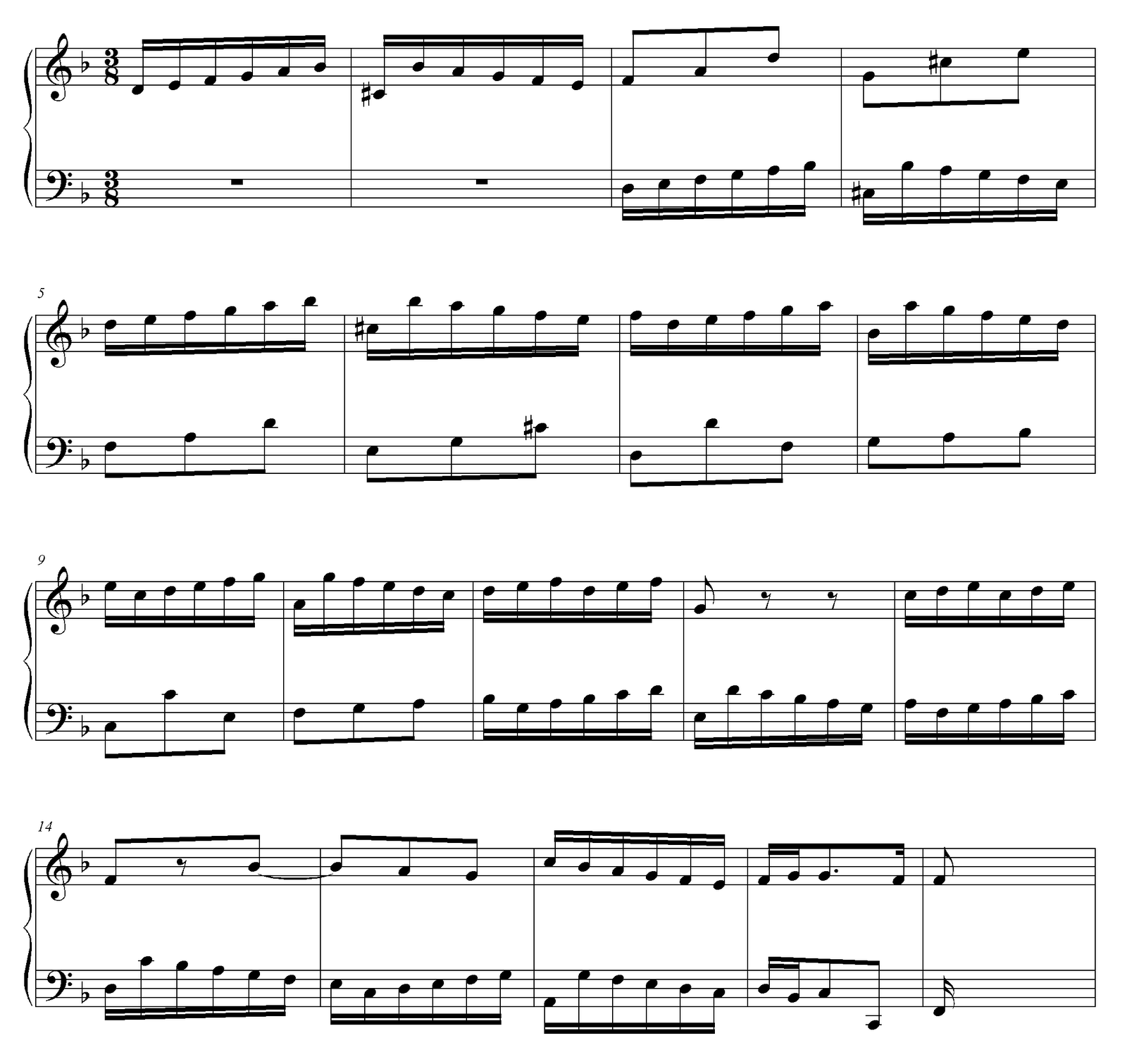

Si tratta di un procedimento rintracciabile soprattutto in componimenti di musica barocca; esso, secondo Fischer, fa parte di un processo in cui collega una parte iniziale (Vordersatz) con una parte conclusiva (Epilog).
Dal fortspinnung, Fischer fa discendere la tipologia compositiva del Fortspinnungstypus, ed all'estremo opposto pone il Liedtypus, nel quale ravvisa una struttura bipartita.